# Bukovany (Sokolovi járás)
Bukovany (németül: Buckwa) község Csehországban a Karlovy Vary-i kerület Sokolovi járásában. 

## Története
Első írásos említése 1304-ből származik. Iskoláját 1846-ban alapították. A németek által lakott faluban 1888-ban kezdődött a cseh bányászok betelepülése. 1939-ben 1337 lakosa volt. Kápolnáját 1937-ben építették. A második világháború után német lakosságát a csehszlovák hatóságok Németországba toloncolták.

## Népesség
A település népessége az elmúlt években az alábbi módon változott:
| Lakosok száma | 542  | 754  | 1597 | 820  | 2083 | 1840 | 1535 | 1528 | 1552 | 1528 |
|               | 1869 | 1890 | 1921 | 1950 | 1980 | 2001 | 2017 | 2019 | 2022 | 2024 |

## Híres emberek
- Itt született Walter Preißler (1915-2005) német jogász, politikus.

## Jegyzetek

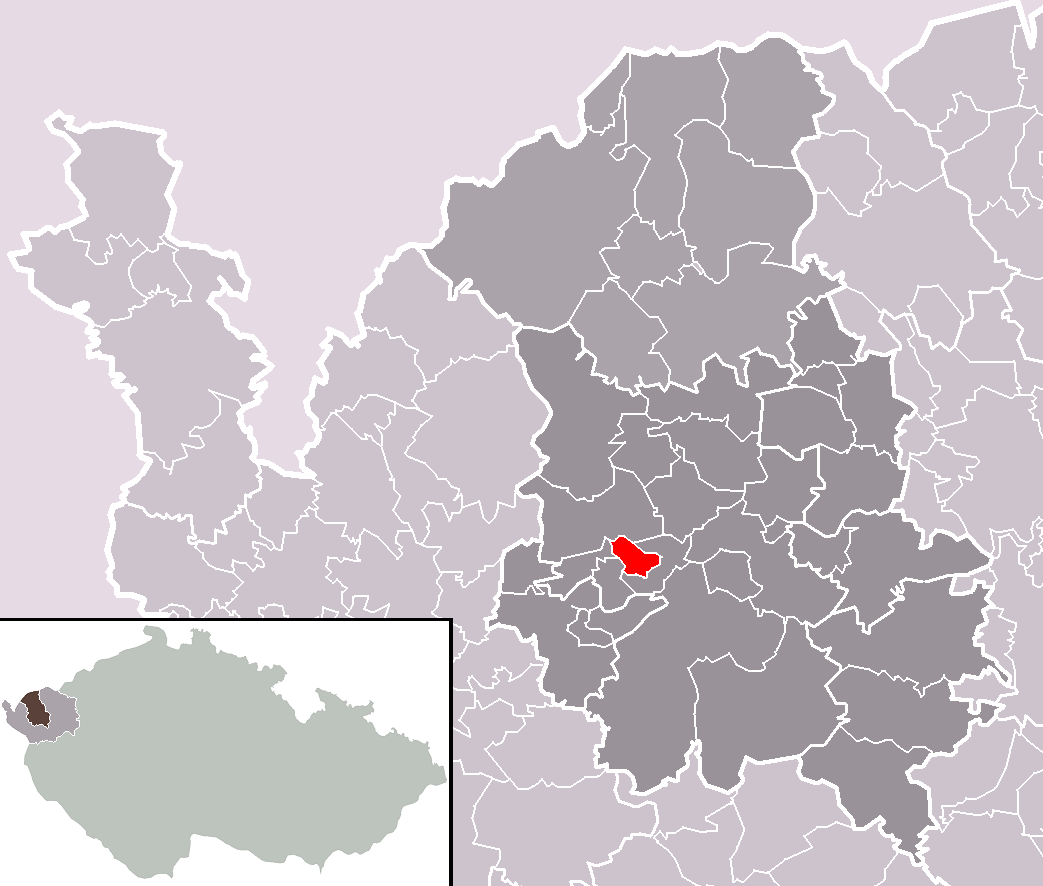
A község közigazgatási területe